# 倪大顯
倪大顯（？—1646年1月22日（隆武元年十二月甲申）），字用黯，饒州府樂平縣人，南明軍事人物。

## 生平
倪大顯是一名武學生，家中富有而任俠好士，和兄長倪大恢、倪大登都以膽量和氣力聞名。馬士英的貴州兵馬過境，他因殺害其部下入獄，推官周損賄賂官員找他連絡豪傑。周損事敗，他歸附黃道周；到黃道周失敗後跟從汪志稷、曹大鎬到廣信，兩年內不停練兵。隆武元年（1645年），王得仁發兵在樂平屠城，倪大顯帶領數百人擊敗，但汪志稷未能攻下婺源戰死。清兵得知倪大顯勇猛，爭相向他撲殺取功，有一名僧人高八尺多，下馬和他搏鬥，他就砍殺僧人，雙手墮地。他和鄱陽人江甲連番斬下清軍騎兵，江甲戰死後王得仁退兵。後來清兵再次聚集，倪大顯無法支持，因此用刀自刎；而倪大恢、倪大登也被擒殺。

## 引用
1. 1 2  錢海岳《南明史·卷二·本紀第二》：（隆武元年十二月）甲申，……樂平陷，倪大顯以下闔城死之。
2. 1 2  錢海岳《南明史·卷四十七·列傳第二十三》：（倪）大顯，字用黯，饒州樂平人。武生。家饒於財，豪俠好士，與兄大恢、大登皆以勇力聞。馬士英黔兵過境，殲之下獄免。推官周損幣致之，命連絡諸豪。損敗，歸黃道周。道周敗，從汪志稷、曹大鎬廣信。二年治兵無虛日。
3. ↑  錢海岳《南明史·卷四十七·列傳第二十三》：永曆【隆武】元年，（王）得仁大發兵屠樂平。大顯以數百人破之，志稷攻婺源不克死。清兵聞大顯勇，爭取之以為功，有僧長八尺餘，下馬搏之，大顯斫僧，應手首墮。遂與鄱陽江甲連斫清騎，甲戰死，得仁兵卻。已清兵蟻聚，大顯度不支，抽刀自刎。大恢、大登被執皆死。